# Kolegiata Wniebowzięcia Najświętszej Maryi Panny w Kartuzach
Kolegiata Kartuzka pw. Wniebowzięcia Najświętszej Maryi Panny w Kartuzach – kościół klasztorny kartuzów wybudowany w latach 1383–1405; oryginalny dach w kształcie trumny i hełm wieży barokowy z lat 1731–1733. We wnętrzu cenne wyposażenie XV–XVIII w. Gotycki ołtarz 1444 r., bogate barokowe stalle 1641 i 1677, ściany prezbiterium obite flandryjskim kurdybanem z 1683 r. Siedziba Kartuskiej Kapituły Kolegiackiej.

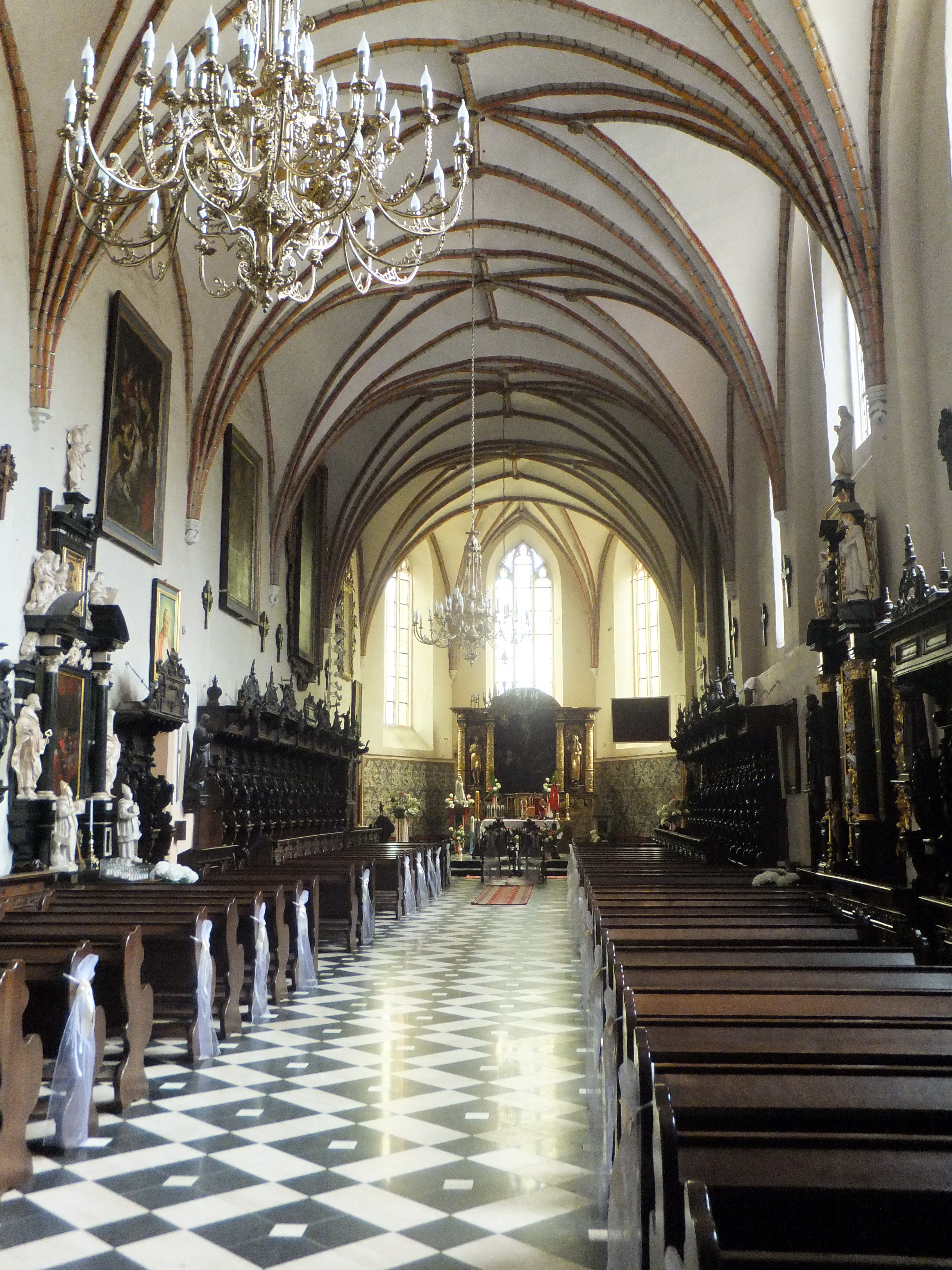
Wnętrze kolegiaty

Kolegiata znajduje się w parafii Wniebowzięcia Najświętszej Maryi Panny.
Z innych elementów zespołu poklasztornego zachowały się budynki gospodarcze, erem (cela braci zakonnych) oraz refektarz – od 1995 r. siedziba galerii sztuki współczesnej.

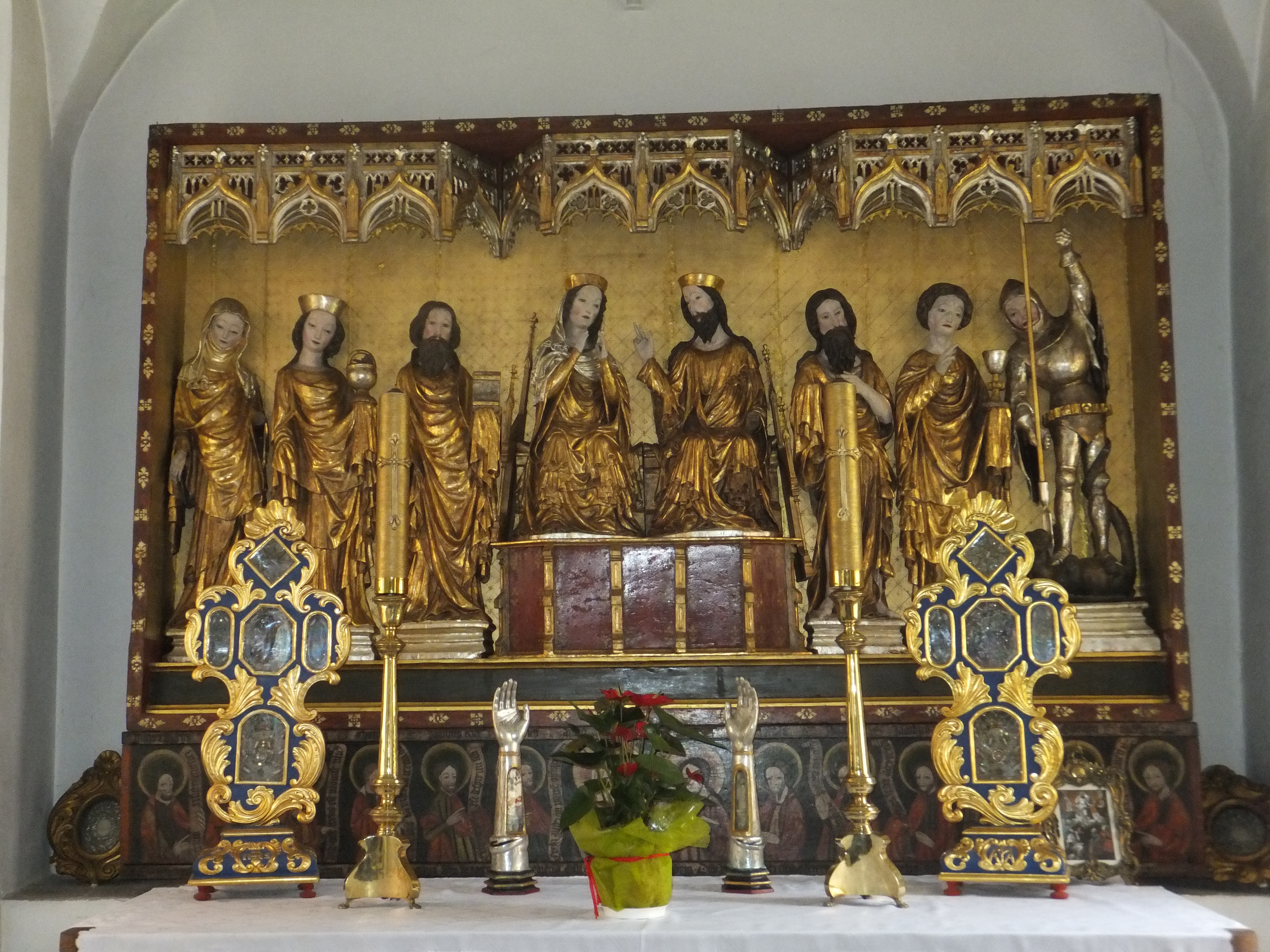
Gotycki ołtarz z 1444 r. w Złotej Kaplicy kolegiaty

## Gotycki ołtarz
Najcenniejszym, jedynym gotyckim zabytkiem wyposażenia świątyni jest wykonany w 1444 r. w gdańskim warsztacie ołtarz, który w formie tryptyku, do 1639 r. był ołtarzem głównym. Do dziś zachowała się tylko środkowa część retabulum i predella, które znajdują się obecnie w Złotej Kaplicy. W nastawie umieszczonych jest symetrycznie osiem figur. W centrum, pod późnogotyckim baldachimem, na podniesionym tronie siedzą Chrystus i Maryja. Na prawo od nich, na niewysokich postumentach stoją św. Jan Chrzciciel, św. Jan Ewangelista i św. Jerzy. Po lewej stronie trzy figury trudne do zidentyfikowania – świętego z modelem kościoła w dłoniach i dwóch niewiast.
Podstawę ołtarza, predellę, zdobi malowidło przedstawiające Chrystusa, Maryję i dwunastu apostołów, po sześciu z każdej strony.

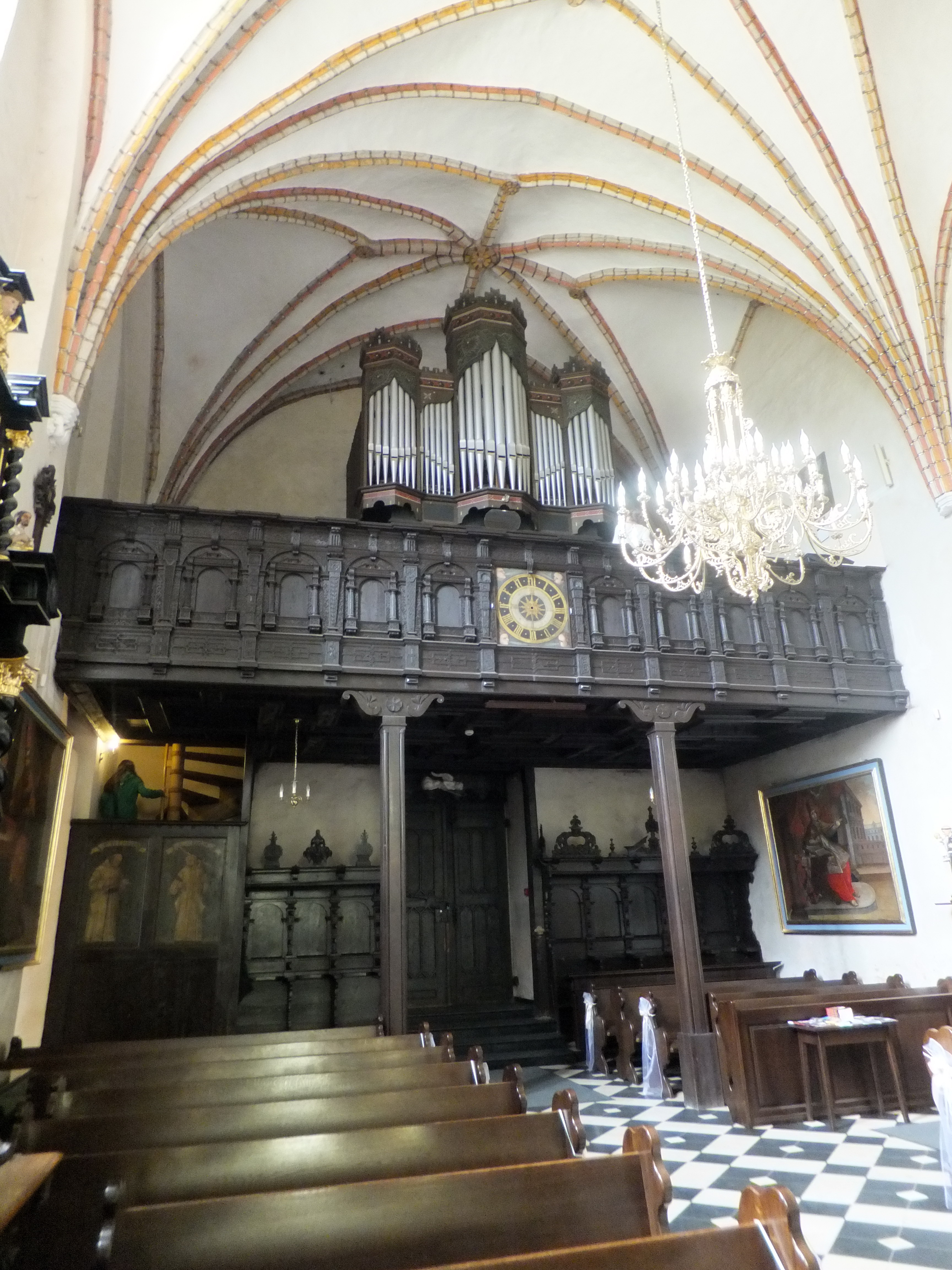
Empora z prospektem organowym, 1640 r.

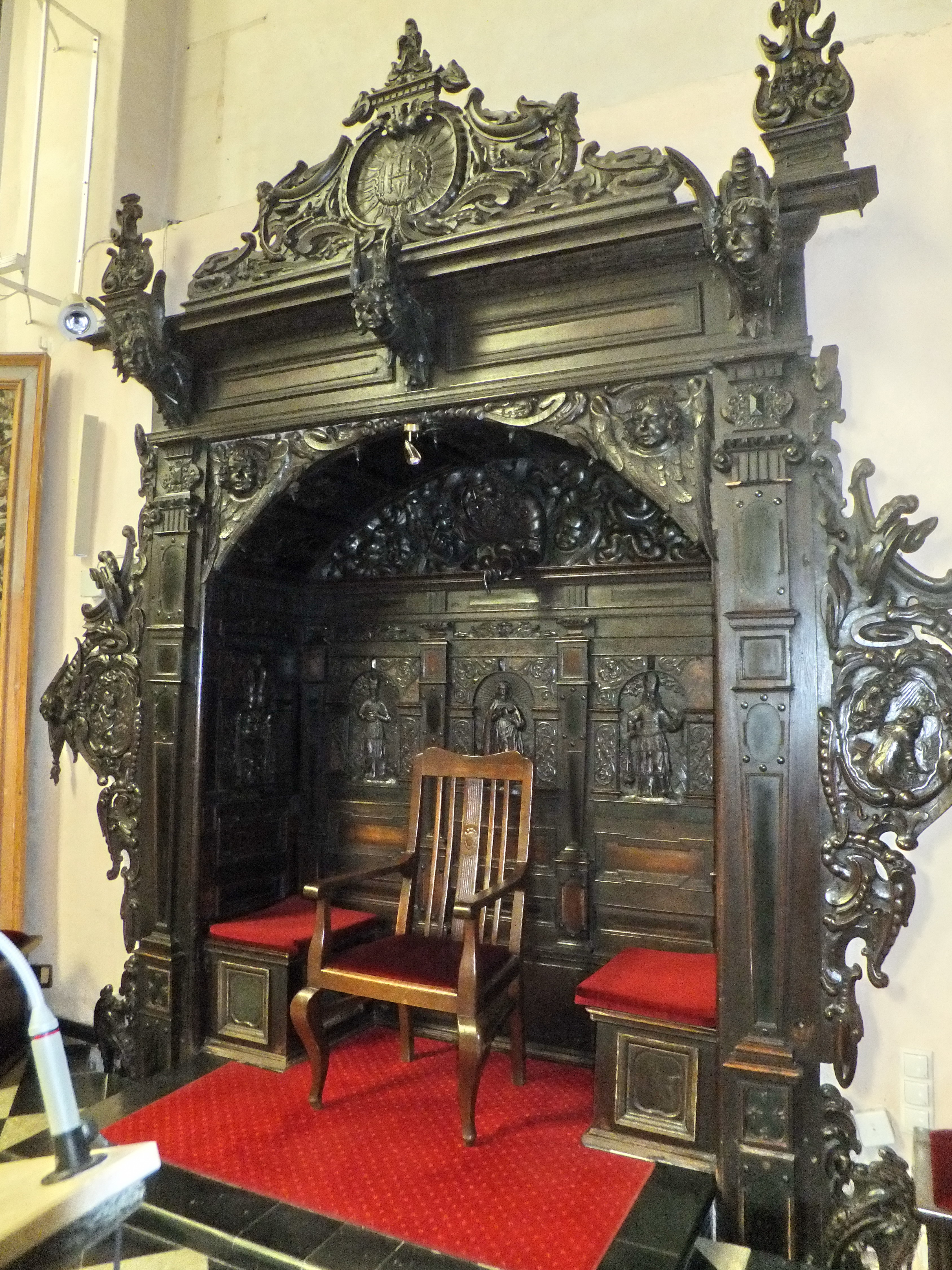
Tron przeora, 1677 r.

## Ołtarze boczne
W nawie głównej, na jej północnej i południowej ścianie umieszczone są cztery ołtarze boczne: „Wieczerzy Pańskiej”, „Wszystkich Świętych”, „Trzech Króli” i „Bożego Narodzenia”.
Największą uwagę przykuwa pierwszy z nich, „Wieczerzy Pańskiej”, dzieło gdańskiego mistrza Hansa Caspara. W 1678 r. wykonał go na zamówienie przeora Jana Bilsteina z czarnego marmuru i białego angielskiego alabastru.
Pozostałe trzy u znanego gniewskiego snycerza Macieja Schollera zamówił następca Bilsteina, Wawrzyniec Fendrich.

## Stalle
W przedniej części nawy, przy północnej i południowej ścianie kościoła ustawione są dwa rzędy drewnianych, barokowych, kunsztownie zdobionych stalli. Pierwsze zainstalowane zostały w przeddzień dnia św. Brunona, 5 października 1643 r., kolejne w 1677 r. 
Starsze stalle, stojące z przodu przy południowej ścianie, mają na zapleckach przedstawienia apostołów, te przy północnej – świętych eremitów i patronów kartuzów.
Zaplecki nowszych stalli, stojących głębiej po obu stronach świątyni zdobią postacie ewangelistów i sceny Męki Pańskiej. Umieszczone całkiem z tyłu są skromniejsze i przeznaczone były dla braci laików.

## Empora z prospektem organowym
Na przeciwległej względem prezbiterium ścianie kościoła znajduje się późnorenesansowa, wykonana ok. 1640 r., empora z bogato zdobioną, symetryczną, jedenastopolową balustradą.
Poszczególne jej pola oddzielone są zwieńczonymi jońskimi kapitelami pilastrami hermowymi. Znajdujące się między nimi płyciny zdobią arkady, w których pary doryckich półkolumn zwieńcza architraw i tympanon o ażurowym szczycie.
Środkowe, kwadratowe pole empory zajmuje tarcza jednowskazówkowego zegara. Na końcu jego wahadła umieszczona jest postać anioła z kosą, kołysząca się tuż nad głównym wejściem do kościoła.
Pierwsze organy pojawiły się w świątyni w 1850 r. Był to instrument 14 głosowy, z których 9 było manulanych a 5 nożnych. W późniejszym czasie instrument był kilkakrotnie poddany renowacji i modernizacji.

## Tron przeora
Zwany również tronem celebransa – posiadający bardzo bogate opracowanie rzeźbiarskie drewniany obiekt z 1677 r. zbudowany w formie niszy, stojący w prezbiterium po prawej stronie ołtarza w ściennej wnęce.
W centralnej części nad siedziskiem ukazana jest postać Boga Ojca. Jego palec wskazujący prawej dłoni skierowany jest ku niebu, lewej pokazuje na przedstawioną na zaplecku tronu postać Chrystusa. Na dekoracyjnych skrzydłach ukazani są św. Brunon i św. Hieronim.

## Chrzcielnica
Interesującym elementem wyposażenia jest też przenośna, bogato zdobiona, drewniana chrzcielnica. Na podstawie jej przedstawione są postacie śpiących, a w części środkowej modlących się zakonników. Górną część zdobią ornamenty roślinne i anielskie główki. Na szczycie wieka stoi figurka św. Jana Chrzciciela, wykonana w 1930 przez Antoniego Kolka z Kartuz. 

## Kurdyban
W kartuskim kościele, jako jedynym w Polsce, zachowało się w pierwotnym miejscu przeznaczenia zdobienie ścian prezbiterium złoconym kurdybanem. Ufundował je przeor Wawrzyniec Fendrich w 1685 r. W chwili kupna składało się z 60 pól, a cena każdego z nich wynosiła 4,5 florena, co w sumie wyniosło pokaźną na owe czasy kwotę 270 florenów. Kojarzony jest z pobytem Jana III Sobieskiego na Pomorzu, gdy odwiedził Gdańsk, Żukowo, Kartuzy.
Opis kurdybanu z Tytus Bieniecki – Kurdybany gdańskie XVII i XVIII w. Muzeum Pomorskie w Gdańsku 1960:

(...) Obiegał on niegdyś całe prezbiterium, dziś, liczący znacznie mniej kwater, wisi po obu stronach ołtarza głównego. Kordyban kartuski zwraca na siebie uwagę zarówno bogactwem motywów, jak i wysokim kunsztem wykonania, Na białym tle umieścił artysta tulipany, słoneczniki, owoce granatu, grusze i jabłka, girlandy kwiatów, wśród których nie zabrakło motyla, rajskiego ptaka i rozłupującej orzech wiewiórki. W tym bogatym świecie roślinnym i zwierzęcym znalazły się putta igrające kwiatami i owocami. Wrażenie wywierane przez ten kordyban potęgują farby laserunkowe, spod których prześwituje złoto i srebro, a przeważa ton czerwieni i zieleni.(...).